# Martino Teofilo Polacco
Martino Teofilo Polacco (Leopoli, 1570 circa – Bressanone, 1639) è stato un pittore polacco.

## Biografia

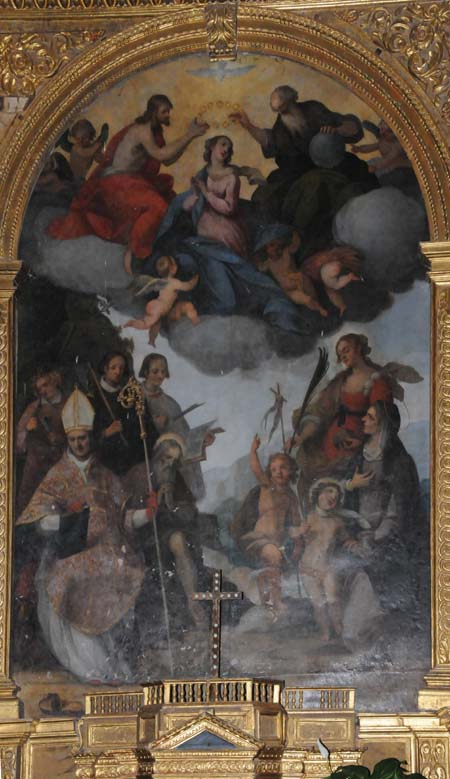
Pala san Vigilio, Spormaggiore

Nato molto probabilmente in Polonia a Leopoli, la formazione artistica di Martino Teofilo si compì a Venezia verso la fine del Cinquecento, nell'orbita di Palma il Giovane e di Hans Rottenhammer. Dal 1600 è documentato a Trento al servizio del principe-vescovo Carlo Gaudenzio Madruzzo. La pala dell'altar maggiore della chiesa dei Francescani di Trento risale al 1605, mentre l'anno successivo dipinse la pala della cappella Madruzzo a Calavino; queste due opere sono importanti per ricostruire la cronologia del pittore relativa a dipinti di datazione incerta come la Madonna con Bambino e i santi Antonio abate, Tommaso, Paolo e Bartolomeo apostoli, prodotto per l'altare Mingazzi della parrocchiale di Cogolo, ma ora conservato nel Castello del Buonconsiglio a Trento. Di datazione incerta è anche la pala del Rosario nella pieve di Cembra. Tra il 1608 ed il 1614 non vi sono opere certe di Martino Teofilo Polacco, nel 1614 furono dipinte la pala di Malé e quella di Spormaggiore (Incoronazione della Vergine con gloria di san Vigilio, dei tre martiri d'Anaunia (Sisinio, Martirio Alessandro), san Romedio vicino all'orso, santa Massenza, santa Emerenziana, san Giovanni Battista bambino e san Simonino). 
Tra il 1615 ed il 1620 dipinse le decorazioni murali nella Chiesa dell’Inviolata a Riva del Garda, con l'affresco raffigurante Alfonsina Gonzaga, su commissione della famiglia Madruzzo, dove è ancora presente l'influenza di Palma il Giovane. Tra gli incarichi di prestigio di questo periodo figurano anche gli affreschi dell'abside della chiesa di Santa Maria Maggiore a Trento, alcuni dipinti commissionati per il Duomo, tra cui la pala di san Cristoforo (ora nella sacrestia dei canonici) e la tela che raffigura il Cardinale Bernardo Cles presentato da san Vigilio alla Vergine (ora nel museo diocesano tridentino) ed infile la pala ora a Tiarno di Sotto.
Oltre ai dipinti eseguiti per la chiesa di San Marco (ora nella chiesa della Santissima Trinità) e per le chiese ed i conventi francescani, l'opera di Martino Teofilo comprende anche una serie di opere di minor impegno per le chiese di Tavon, Brez, Piazze (Bedollo), Calvolla (Tenno), Nave San Rocco, Roveré della Luna. Verso la fine del suo soggiorno trentino,  furono prodotte una serie di dipinti, tra i quali la pala dell'Assunta nella parrocchiale di Tassullo, firmata e datata 1620, e la Resurrezione in San Pietro ad Ora, risalente al 1621.
Dopo il 1621 Martino Teofilo lasciò il Trentino per la città di Salisburgo, anche se non si conoscono i motivi precisi. Nel 1623 per la chiesa del convento agostiniano di Mülln dipinse le pale della Crocifissione, della Assunta e dei Diecimila Martiri. Nominato pittore aulico alla corte di Leopoldo V d'Austria, Martino Teofilo visse ed operò ad Innsbruck tra il 1626 ed il 1637. A questo periodo risalgono gli affreschi della cappella ducale Marienoratorium nella chiesa dei Francescani (Hofkirche), firmati e datata 1626-1627, lo Sposalizio della Vergine (1628), la pala di San Felice di Cantalice nella chiesa dei Cappuccini ed altri ritratti per i membri della corte.
Nel 1637 lascia Innsbruck e raggiunge la corte di Bressanone al servizio del principe-vescovo Wilhelm von Welsberg. In questo periodo dipinse la Comunione e glorificazione di Maria Maddalena nella chiesa della Madonna del Chiostro, l'Adorazione dei Magi nella parrocchiale e l'Immacolata ora nel locale Museo Diocesano.
Martino Teofilo Polacco si spense a Bressanone nel 1639.

## Opere

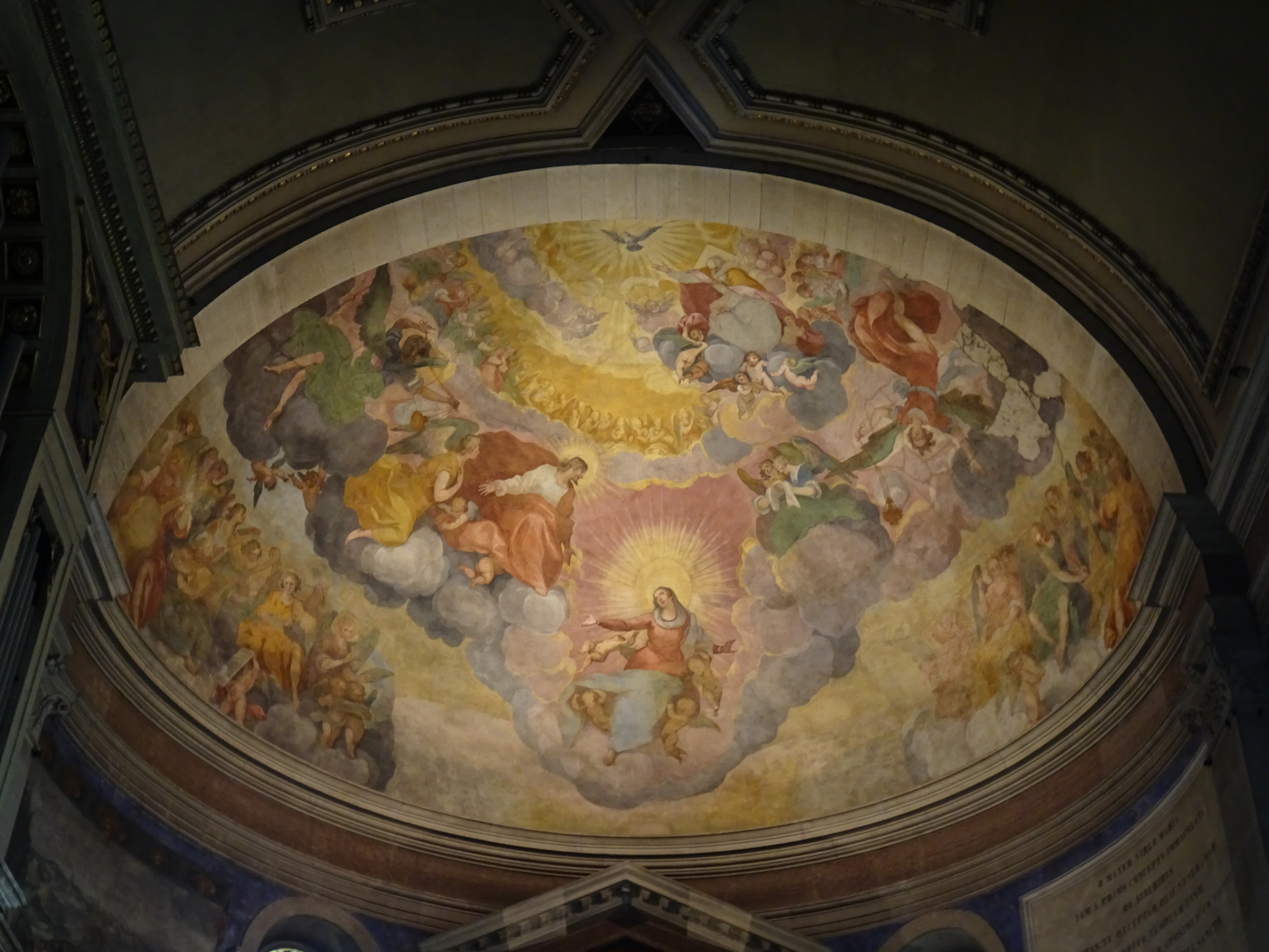
Assunzione della Madonna, chiesa di Santa Maria Maggiore a Trento, 1620 ca.

- Autoritratto giovanile, 1590 ca., olio su pietra calcarea, 26,7 × 18 cm, Ferdinandeum a Innsbruck
- Madonna assunta e Santi Giorgio e Nicola da Tolentino, 1606, olio su tela, 250 × 170 cm, pala dell'altare della cappella Madruzzo nella chiesa di Santa Maria Assunta a Calavino[2]
- Madonna del Rosario, 1608, olio su tela, 240 × 125 cm, chiesa di Santa Maria Assunta a Cembra. Dietro san Domenico e Teresa d'Avila sono raffigurati i principali membri della confraternita del Rosario del paese, in particolare sulla sinistra è possibile individuare il pievano Dionisio Donati[3][4]
- Madonna con Bambino e Santi Antonio, Tommaso, Paolo, Bartolomeo, 1608, olio su tela, 178 × 113,5 cm, chiesa dei Santi Filippo e Giacomo a Cogolo (Peio). In basso a destra è raffigurato lo stemma della famiglia Migazzi[5]
- Pala di Sant'Emerenziana, 1608 ca., olio su tela, 150 × 102 cm, chiesa di Sant'Orsola e Compagne a Tuenno (Ville d'Anaunia), proveniente dalla chiesa di Santa Emerenziana. Committenti dell'opera furono il barone Antonio Spaur di castel Valer e la moglie Emerenziana de Preysing[6][7]
- Madonna con Bambino e i Santi Vigilio, Antonio abate e Andrea, 1608 ca., olio su tela, 175 × 121 cm, parete sinistra della chiesa dei Santi Filippo e Giacomo a Terres (Contà)[8]
- Madonna con Bambino, San Fabiano e San Sebastiano, primo quarto del Seicento, olio su tela, 187 × 113 cm, chiesa di Santa Maria Ausiliatrice a Brez (Novella), proveniente dalla chiesa dei Santi Fabiano e Sebastiano[9]
- Madonna incoronata, San Valentino e San Zenone, primo quarto del Seicento, olio su tela, 174 × 109 cm, parete sinistra dell'abside della chiesa di San Sisto II a Tavon (Predaia)[10][11]
- Pala dei santi protettori della diocesi tridentina, 1614, olio su tela, 339 × 212,5 cm, chiesa di San Vigilio a Spormaggiore. La tela raffigura san Vigilio, san Romedio, i martiri anauniesi, san Giovannino, Simonino di Trento, sant'Emerenziana e santa Massenzia
- Natività di Maria, 1614, olio su tela, 261 × 147 cm, pala del secondo altare laterale sinistro della chiesa di Santa Maria Assunta a Malé[12]
- Madonna con Bambino e i Santi Rocco, Sebastiano, Girolamo e Francesco d’Assisi, 1614 ca., olio su tela, 223 × 154 cm, MAG Museo Alto Garda a Riva del Garda (proveniente dalla chiesa di San Rocco)[13]
- Madonna con Bambino in gloria e santi, 1615, olio su tela, 200 × 106 cm, chiesa di San Rocco a Nave San Rocco (Terre d'Adige). A fianco della Madonna con Bambino sono presenti santa Caterina d'Alessandria e sant'Elisabetta d'Ungheria, in basso da sinistra a destra i santi Pietro, Francesco d'Assisi, Massenzia, Vigilio, Rocco e Sebastiano
- Adorazione dei Magi, Fuga in Egitto e Trinità in gloria, 1615-1620, olio su intonaco, dipinti murali della cupola della chiesa dell'Inviolata a Riva del Garda
- Gesù in casa del fariseo Simone con la penitente Maddalena ai suoi piedi, 1617-1618, olio su tela, 321,5 × 185 cm, chiesa dei Santi Pietro e Paolo a Trento (trasferita nel 1808 dalla ormai demolita chiesa di Santa Maria Maddalena, nella parte alta è presente lo stemma baronale Firmian)[14]
- Sposalizio mistico di Santa Caterina, 1619, olio su tela, 213,5 × 144,5 cm, chiesa di Santa Caterina a Roveré della Luna[15]
- Madonna in gloria tra San Vigilio e Sant'Ermagora, 1620 ca., olio su tela, 290 × 150 cm, pala del secondo altare laterale destro della chiesa di San Bartolomeo a Tiarno di Sotto (Ledro). Sullo sfondo è raffigurato il martirio di san Vigilio; la tela, proveniente dal Duomo di Trento, probabilmente originariamente era accompagnata da una predella, identificata con la Strage degli innocenti e la fuga in Egitto (conservata al Museo diocesano tridentino)
- Assunzione della Madonna, 1620, olio su tela, 415 × 225 cm, pala dell'altare maggiore della chiesa di Santa Maria Assunta a Tassullo (Ville d'Anaunia)[16]
- Edicola votiva, primo quarto del Seicento, affresco, Casa Bazzani (via Manci, Trento). Nell'edicola è dipinta la Madonna addolorata che tiene il corpo del figlio sulle ginocchia, circondata dalle figure di S.Giovanni Evangelista, Nicodemo, Maria Maddalena e una pia donna. Sul basamento è dipinto lo stemma Madruzzo e sopra l'edicola è presente una meridiana[17][18]
- Assunzione della Madonna, 1620 ca., affresco, 400 × 930 cm, calotta absidale della chiesa di Santa Maria Maggiore a Trento[19]
- Annunciazione, 1620 ca., affresco, lunetta del portale della chiesa di Santa Maria Maggiore a Trento
- Gesù Cristo risorto tra i committenti Giovanni e Martino Armani, 1621, olio su tela, 100 cm (L), predella dell'ancona Armani, conservata nella chiesa di Santa Maria Maggiore a Trento[20]
- Resurrezione di Cristo, 1621, olio su tela, chiesa di San Pietro a Ora
- Hofkirche, Innsbruck: affreschi della cappella della Vergine nel chiostro dei Francescani (1626-2727)
- Autoritratto, 1631, olio su tela, 62 × 52 cm, Ferdinandeum a Innsbruck